# Campeonato Romeno de Patinação Artística no Gelo
O Campeonato Romeno de Patinação Artística no Gelo é uma competição nacional anual de patinação artística no gelo da Romênia. Os patinadores competem em dois eventos, individual masculino e individual feminino.
A competição determina os campeões nacionais e os representantes da Romênia em competições internacionais como Campeonato Mundial, Campeonato Mundial Júnior, Campeonato Europeu e os Jogos Olímpicos de Inverno.

## Edições
| Ano  | Cidade sede | Sênior | Sênior | Sênior | Ref    |
| Ano  | Cidade sede | M      | F      | P      | Ref    |
| ---- | ----------- | ------ | ------ | ------ | ------ |
| 1930 |             | •      | •      | •      | [ 1 ]  |
| 1931 |             | ?      | ?      | ?      | [ 1 ]  |
| 1932 |             | ?      | ?      | ?      | [ 1 ]  |
| 1933 |             | ?      | ?      | ?      | [ 1 ]  |
| 1934 |             | ?      | ?      | ?      | [ 1 ]  |
| 1935 |             | ?      | ?      | ?      | [ 1 ]  |
| 1936 |             | ?      | ?      | ?      | [ 1 ]  |
| 1937 |             | ?      | ?      | ?      | [ 1 ]  |
|      |             | ?      | ?      | ?      |        |
| 1948 |             | ?      | •      | ?      | [ 1 ]  |
|      |             | ?      | ?      | ?      |        |
| 1950 |             | ?      | ?      | ?      | [ 1 ]  |
| 1951 |             | ?      | •      | ?      | [ 1 ]  |
|      |             | ?      | ?      | ?      |        |
| 1953 |             | ?      | •      | ?      | [ 1 ]  |
| 1954 |             | ?      | •      | ?      | [ 1 ]  |
|      |             | ?      | ?      | ?      |        |
| 1958 |             | ?      | •      | ?      | [ 1 ]  |
| 1959 |             | •      | •      | ?      | [ 1 ]  |
| 1960 |             | •      | ?      | ?      | [ 1 ]  |
| 1961 |             | ?      | •      | ?      | [ 1 ]  |
| 1962 |             | •      | •      | ?      | [ 1 ]  |
| 1963 |             | •      | •      | ?      | [ 1 ]  |
| 1964 |             | •      | ?      | ?      | [ 1 ]  |
| 1965 |             | •      | ?      | ?      | [ 1 ]  |
| 1966 |             | •      | ?      | ?      | [ 1 ]  |
|      |             | ?      | ?      | ?      |        |
| 1968 |             | •      | ?      | ?      | [ 1 ]  |
|      |             | ?      | ?      | ?      |        |
| 1970 |             | ?      | •      | ?      | [ 1 ]  |
| 1971 |             | •      | ?      | ?      | [ 1 ]  |
|      |             | ?      | ?      | ?      |        |
| 1985 |             | •      | ?      | ?      | [ 1 ]  |
| 1986 |             | •      | ?      | ?      | [ 1 ]  |
| 1987 |             | •      | ?      | ?      | [ 1 ]  |
| 1988 |             | ?      | ?      | ?      | [ 1 ]  |
| 1989 |             | •      | ?      | ?      | [ 1 ]  |
| 1990 |             | •      | ?      | ?      | [ 1 ]  |
| 1991 |             | •      | ?      | ?      | [ 1 ]  |
| 1992 |             | •      | ?      | ?      | [ 1 ]  |
| 1993 |             | •      | ?      | ?      | [ 1 ]  |
| 1994 |             | •      | ?      | ?      | [ 1 ]  |
| 1995 |             | •      | ?      | ?      | [ 1 ]  |
| 1996 |             | •      | ?      | ?      | [ 1 ]  |
| 1997 |             | •      | •      | ?      | [ 1 ]  |
| 1998 |             | •      | •      | ?      | [ 1 ]  |
| 1999 |             | •      | •      | ?      | [ 1 ]  |
| 2000 |             | •      | •      | –      | [ 2 ]  |
| 2001 |             | •      | •      | –      | [ 3 ]  |
| 2002 |             | •      | •      | –      | [ 4 ]  |
| 2003 |             | •      | •      | –      | [ 5 ]  |
| 2004 |             | •      | •      | –      | [ 6 ]  |
| 2005 |             | •      | •      | –      | [ 7 ]  |
| 2006 | Bucareste   | •      | •      | –      | [ 8 ]  |
| 2007 | Bucareste   | •      | •      | –      | [ 9 ]  |
| 2008 | Bucareste   | •      | –      | –      | [ 10 ] |
| 2008 | Galați      | –      | •      | –      | [ 10 ] |
| 2009 | Braşov      | •      | –      | –      | [ 11 ] |
| 2009 | Galați      | –      | •      | –      | [ 11 ] |
| 2010 | Braşov      | •      | •      | –      | [ 12 ] |
| 2011 |             | •      | •      | –      | [ 13 ] |
| 2012 |             | •      | •      | –      | [ 14 ] |
| 2013 |             | •      | •      | –      | [ 15 ] |
| 2014 |             | –      | •      | –      | [ 16 ] |
| 2015 |             | –      | •      | –      | [ 17 ] |
| 2016 |             | –      | •      | –      | [ 18 ] |
| 2017 | Bucareste   | •      | •      | –      | [ 19 ] |

## Lista de medalhistas

### Individual masculino
| Evento                    | Ouro                                      | Prata                                     | Bronze                                    |
| 1930                      | Adalbert Horosz                           | ?                                         | ?                                         |
| 1931–1958                 | ?                                         | ?                                         | ?                                         |
| 1959                      | Radu Ionian                               | ?                                         | ?                                         |
| 1960                      | Radu Ionian                               | ?                                         | ?                                         |
| 1961                      | ?                                         | ?                                         | ?                                         |
| 1962                      | Radu Ionian                               | ?                                         | ?                                         |
| 1963                      | Radu Ionian                               | ?                                         | ?                                         |
| 1964                      | Marcel Comanici                           | ?                                         | ?                                         |
| 1965                      | Marcel Comanici                           | ?                                         | ?                                         |
| 1966                      | Mihai Stoenescu                           | ?                                         | ?                                         |
| 1967                      | ?                                         | ?                                         | ?                                         |
| 1968                      | Gheorghe Fazekas                          | ?                                         | ?                                         |
| 1969–1970                 | ?                                         | ?                                         | ?                                         |
| 1971                      | Gheorghe Fazekas                          | ?                                         | ?                                         |
| 1972–1984                 | ?                                         | ?                                         | ?                                         |
| 1985                      | Cornel Gheorghe                           | ?                                         | ?                                         |
| 1986                      | Cornel Gheorghe                           | ?                                         | ?                                         |
| 1987                      | Cornel Gheorghe                           | ?                                         | ?                                         |
| 1988                      | ?                                         | ?                                         | ?                                         |
| 1989                      | Cornel Gheorghe                           | ?                                         | ?                                         |
| 1990                      | Cornel Gheorghe                           | ?                                         | ?                                         |
| 1991                      | Cornel Gheorghe                           | ?                                         | ?                                         |
| 1992                      | Cornel Gheorghe                           | ?                                         | ?                                         |
| 1993                      | Cornel Gheorghe                           | ?                                         | ?                                         |
| 1994                      | Cornel Gheorghe                           | ?                                         | ?                                         |
| 1995                      | Cornel Gheorghe                           | ?                                         | ?                                         |
| 1996                      | Cornel Gheorghe                           | ?                                         | Gheorghe Chiper                           |
| 1997                      | ?                                         | Gheorghe Chiper                           | ?                                         |
| 1998                      | Gheorghe Chiper                           | Cornel Gheorghe                           | Balint Miklos                             |
| 1999                      | Gheorghe Chiper                           | ?                                         | Balint Miklos                             |
| 2000                      | Gheorghe Chiper                           | Balint Miklos                             | Carol Braileanu                           |
| 2001                      | Gheorghe Chiper                           | ?                                         | Zoltán Kelemen                            |
| 2002                      | Gheorghe Chiper                           | Adrian Matei                              | Zoltán Kelemen                            |
| 2003                      | Gheorghe Chiper                           | Adrian Matei                              | Zoltán Kelemen                            |
| 2004                      | Gheorghe Chiper                           | Zoltán Kelemen                            | Adrian Matei                              |
| 2005                      | Gheorghe Chiper                           | Adrian Matei                              | Zoltán Kelemen                            |
| Bucareste 2006            | Adrian Matei                              | Zoltán Kelemen                            | Zsolt Kosz                                |
| Bucareste 2007            | Adrian Matei                              | Vlad Ionescu                              | Zsolt Kosz                                |
| Bucareste 2008            | Adrian Matei                              | Vlad Ionescu                              | Zsolt Kosz                                |
| Braşov 2009               | Adrian Matei                              | Vlad Ionescu                              | Zsolt Kosz                                |
| Braşov 2010               | Adrian Matei                              | Vlad Ionescu                              | Zsolt Kosz                                |
| 2011                      | Adrian Matei                              | Vlad Ionescu                              | Zsolt Kosz                                |
| 2012                      | Zoltán Kelemen                            | nenhum outro competidor                   | nenhum outro competidor                   |
| 2013                      | Zoltán Kelemen                            | nenhum outro competidor                   | nenhum outro competidor                   |
| 2014–2016                 | Não houve disputa do individual masculino | Não houve disputa do individual masculino | Não houve disputa do individual masculino |
| Bucareste 2017 (detalhes) | Dorjan Kecskes                            | nenhum outro competidor                   | nenhum outro competidor                   |

### Individual feminino
| Evento                    | Ouro                | Prata                     | Bronze                    |
| 1930                      | Maria Pop           | ?                         | ?                         |
| 1931–1947                 | ?                   | ?                         | ?                         |
| 1948                      | Ecaterina Pusztai   | ?                         | ?                         |
| 1949–1950                 | ?                   | ?                         | ?                         |
| 1951                      | Ecaterina Pusztai   | ?                         | ?                         |
| 1952                      | ?                   | ?                         | ?                         |
| 1953                      | Ecaterina Pusztai   | ?                         | ?                         |
| 1954                      | Mariana Paltan      | ?                         | ?                         |
| 1955–1957                 | ?                   | ?                         | ?                         |
| 1958                      | Mariana Paltan      | ?                         | ?                         |
| 1959                      | Cristaina Patraulea | ?                         | ?                         |
| 1960                      | ?                   | ?                         | ?                         |
| 1961                      | Cristaina Patraulea | ?                         | ?                         |
| 1962                      | Elena Mois          | ?                         | ?                         |
| 1963                      | Elena Mois          | ?                         | ?                         |
| 1964–1969                 | ?                   | ?                         | ?                         |
| 1970                      | Elena Mois          | ?                         | ?                         |
| 1972–1996                 | ?                   | ?                         | ?                         |
| 1997                      | ?                   | ?                         | Roxana Luca               |
| 1998                      | Roxana Luca         | Noemi Bedo                | Madalina Matei            |
| 1999                      | Roxana Luca         | ?                         | Simona Punga              |
| 2000                      | Roxana Luca         | Simona Punga              | Tünde Gal                 |
| 2001                      | Roxana Luca         | Simona Punga              | Roxana Simionescu         |
| 2002                      | Roxana Luca         | Roxana Boamfa             | Simona Punga              |
| 2003                      | Simona Punga        | Roxana Boamfa             | Teodora Vigu              |
| 2004                      | Roxana Luca         | Roxana Simionescu         | Roxana Boamfa             |
| 2005                      | Roxana Luca         | Roxana Boamfa             | Teodora Vigu              |
| Bucareste 2006            | Roxana Luca         | Teodora Vigu              | Anita Nagy                |
| Bucareste 2007            | Roxana Luca         | Sabina Mariuta            | Anita Nagy                |
| Galați 2008               | Roxana Luca         | Anita Nagy                | Maria Balea               |
| Galați 2009               | Sabina Paquier      | Sabina Mariuta            | Maria Balea               |
| Braşov 2010               | Sabina Mariuta      | Anca Ionescu              | Anita Nagy                |
| 2011                      | Sabina Mariuta      | Denisa Sandu              | nenhuma outra competidora |
| 2012                      | Sabina Mariuta      | Julia Sauter              | Raisa Rjenovschi          |
| 2013                      | Julia Sauter        | nenhuma outra competidora | nenhuma outra competidora |
| 2014                      | Julia Sauter        | nenhuma outra competidora | nenhuma outra competidora |
| 2015                      | Julia Sauter        | nenhuma outra competidora | nenhuma outra competidora |
| 2016                      | Julia Sauter        | nenhuma outra competidora | nenhuma outra competidora |
| Bucareste 2017 (detalhes) | Zselyke Kenez       | Irina Preda               | nenhuma outra competidora |

### Duplas
| Evento    | Ouro                        | Prata                       | Bronze                      |
| 1930      | ? Manouschek ? Beke         | ?                           | ?                           |
| 1931–1999 | ?                           | ?                           | ?                           |
| 2000–2017 | Não houve disputa de duplas | Não houve disputa de duplas | Não houve disputa de duplas |